# Hister sibiricus
Hister sibiricus är en skalbaggsart som beskrevs av Sylvain Auguste de Marseul 1854. Hister sibiricus ingår i släktet Hister och familjen stumpbaggar. Inga underarter finns listade i Catalogue of Life.